# Daire Lynch
Daire Lynch (19 de junio de 1998) es un deportista irlandés que compite en remo.
Participó en los Juegos Olímpicos de París 2024, obteniendo una medalla de bronce en la prueba de doble scull.
Ganó una medalla de bronce en el Campeonato Mundial de Remo de 2023 y una medalla de bronce en el Campeonato Europeo de Remo de 2020, ambas en la prueba de doble scull.

## Palmarés internacional
| Juegos Olímpicos   | Juegos Olímpicos  | Juegos Olímpicos  | Juegos Olímpicos |
| Año                | Lugar             | Medalla           | Prueba           |
| ------------------ | ----------------- | ----------------- | ---------------- |
| 2024               | París (Francia)   | Medalla de bronce | Doble scull      |
| Campeonato Mundial |                   |                   |                  |
| Año                | Lugar             | Medalla           | Prueba           |
| 2023               | Belgrado (Serbia) | Medalla de bronce | Doble scull      |
| Campeonato Europeo |                   |                   |                  |
| Año                | Lugar             | Medalla           | Prueba           |
| 2020               | Poznań (Polonia)  | Medalla de bronce | Doble scull      |